# Spalone mosty
Spalone mosty (ang. Broken Bridges) – amerykański film obyczajowy z 2006 roku w reżyserii Stevena Goldmanna. Wyprodukowany przez Paramount Classics.

## Opis fabuły
Gasnąca gwiazda muzyki country Bo Price (Toby Keith) jedzie do rodzinnego miasta na pogrzeb brata. Spotyka dawną ukochaną, Angelę Delton (Kelly Preston). Towarzyszy jej nastoletnia córka Dixie Leigh (Lindsey Haun). Wkrótce okazuje się, że jest ona dzieckiem Bo. Mężczyzna musi się odnaleźć w roli ojca.

## Obsada
- Toby Keith jako Bo Price
- Kelly Preston jako Angela Delton
- Lindsey Haun jako Dixie Leigh Delton
- Tess Harper jako Dixie Rose Delton
- Burt Reynolds jako Jake Delton
- Willie Nelson jako on sam
- BeBe Winans jako on sam
- Seth Chalmers jako Jerome